# La Légende des trois clefs
 (avril 2010).
Si vous disposez d'ouvrages ou d'articles de référence ou si vous connaissez des sites web de qualité traitant du thème abordé ici, merci de compléter l'article en donnant les références utiles à sa vérifiabilité et en les liant à la section « Notes et références ».
La Légende des trois clefs est une mini-série française en trois épisodes de 90 minutes réalisée par Patrick Dewolf et diffusée entre le 20 décembre 2007 et le 2 janvier 2008 sur M6. 

## Synopsis
Damien, Juliette et Jimmy ont 13 ans. Nés le même jour, ils sont surdoués, ils vont se rencontrer ou plutôt se retrouver. Mais le danger rôde partout : les enfants sont pourchassés et ne peuvent faire confiance à personne. Commence alors une aventure qui les mènera à la découverte d'un secret remontant à la nuit des temps. Damien a le don des mathématiques, Jimmy celui de dessiner, Juliette parle plusieurs langues.

## Fiche technique
- Titre : La légende des 3 clefs
- Réalisation : Gilbert Sinoué, Julien Sarfati et Patrick Dewolf
- Scénario : Gilbert Sinoué, Julien Sarfati et Jean-Vincent Fournier
- Adaptation : Jean-Vincent Fournier, Michel Alexandre et Patrick Dewolf
- Dialogues : Michel Alexandre et Patrick Dewolf
- Musique : Laurent Sauvagnac et Stephane Zidi
- Productrice : Nelly Kafsky

## Distribution
- Julien Crampon : Jimmy
- Manon Gaurin : Juliette
- Paul Blaise : Damien Sancier
- Julie de Bona : Vanessa
- Julie Gayet : Béatrice Sancier
- Thierry Neuvic : Mathieu Di Maggio
- Michel Duchaussoy : Charles Sancier
- Danièle Lebrun : Mathilde Sancier
- Jean-Pierre Lorit : Nicolas Sancier
- Vernon Dobtcheff : L'anthropologue Gilles Clément
- Thierry Hancisse : Le président Rohmer
- Alain Fromager : L'instructeur Beaulieu
- Dominique Guillo : Sandoz
- Marc Duret : Simon, le père de Juliette
- Delphine Rollin : Maître Delphine Nevers
- Sylvie Granotier : Sarah Eisenbach
- Jean-Marie Fonbonne : le commissaire Nivard
- Thierry René : Le lieutenant Martin Faure
- Roger Becot : l'infirmier de la fondation Rohmer
- Georges Trapp : le visiteur de la fondation Rohmer
- Carmen Vestemeanu : l'étrangère des Puces
- Aline Le Berre : Mathilde jeune
- Clément Mésas : Nicolas jeune
- Alexandra Martinez : la jeune fille à l'anniversaire

## Épisodes
1. La révélation
2. Le chemin des cryptes
3. Les livres de la connaissance

## Informations
Le tournage a lieu du 13 septembre au 15 décembre 2006 en Charente-Maritime et en Île-de-France, entre autres à Aubeterre-sur-Dronne, La Rochelle, Meschers-sur-Gironde, Saintes, Talmont-sur-Gironde, au Château de Nandy, à Pontoise, Ableiges, Cormeilles-en-Vexin, Levallois-Perret ainsi qu'à Fresnes.